# Аксуат (Акжаїцький район)
Аксуа́т (каз. Ақсуат) — село у складі Акжаїцького району Західноказахстанської області Казахстану. Адміністративний центр Аксуатського сільського округу.
У радянські часи село називалось Батурино.
Населення — 639 осіб (2021; 761 у 2009, 945 у 1999, 874 у 1989).